# Joe's Bed-Stuy Barbershop: We Cut Heads
Pour plus de détails, voir Fiche technique et Distribution.
Joe's Bed-Stuy Barbershop: We Cut Heads est un film américain de Spike Lee, sorti en 1983. Il s'agit de la première œuvre du réalisateur, réalisée dans le cadre de la thèse de sa maîtrise à la Tisch School of the Arts,.

## Synopsis
Pour avoir tenté d'escroquer son « mécène » M. Lovejoy, Joe, tenancier d'un salon barbershop de Bedford Stuyvesant, est assassiné. Zack, qui reprend l'entreprise, se voit offrir par Lovejoy le même « marché » que celui qui avait été proposé à son défunt prédécesseur.

## Fiche technique
- Titre original : Joe's Bed-Stuy Barbershop: We Cut Heads
- Réalisation et scénario : Spike Lee
- Musique : Bill Lee
- Premier assistant-réalisateur : Ang Lee
- Photographie : Ernest R. Dickerson
- Montage : Spike Lee
- Direction artistique : Felix de Rooy
- Producteurs : Spike Lee et Zimmie Shelton
- Production : 40 Acres & A Mule Filmworks, Université de New York et Tisch School of the Arts
- Distributeur : First Run Features
- Genre : comédie dramatique
- Durée : 60 minutes
- Langue originale : anglais
- Pays d'origine :  États-Unis
- Date de sortie :

 États-Unis : 27 mars 1983 (New York New Directors and New Films Festival)

## Distribution
- Monty Ross : Zachariah
- Donna Bailey : Ruth
- Stuart Smith : Thaddeus (Teapot)
- Tommy Redmond Hicks : Nicholas
- Horace Long : Joe
- LaVerne Summer : Esquire
- Africanus Rocius : Spinks
- Robert Delbert : Fletcher
- Alphonzo Lewis : Deacon
- William Badgett : Silas
- Herbert Burks : True God

## Autour du film
- Le réalisateur taïwanais Ang Lee (Tigre et Dragon, Hulk, Le Secret de Brokeback Mountain), qui est camarade de classe de Spike Lee (sans aucun lien de parenté entre les deux réalisateurs) y fait ses débuts en tant qu'assistant réalisateur, au même titre qu'Ernest R. Dickerson qui officie comme directeur de la photographie.
- Bill Lee, le père de Spike Lee, compose la bande originale.

## Récompenses
- Festival international du film de Locarno 1983 : Prix Ernest Artaria pour Spike Lee[4]
- Student Academy Awards 1983 : Merit Award Dramatic pour Spike Lee